# NGC 5232
NGC 5232 ist ein linsenförmiger Blazar vom Hubble-Typ S0/a im Sternbild Jungfrau auf der Ekliptik. Sie ist schätzungsweise 305 Millionen Lichtjahre von der Milchstraße entfernt und hat einen Durchmesser von etwa 135.000 Lichtjahren. 

Im selben Himmelsareal befinden sich u. a. die Galaxien NGC 5241 und IC 899.
Das Objekt wurde am 30. Mai 1864 von Albert Marth entdeckt.